# Thành ủy Cần Thơ
Thành ủy Cần Thơ hay còn được gọi Ban chấp hành Đảng bộ Thành phố Cần Thơ, hay Đảng ủy Thành phố Cần Thơ. Là cơ quan lãnh đạo cao nhất của Đảng bộ Thành phố Cần Thơ giữa hai kỳ đại hội đại biểu Đảng bộ Thành phố.
Đứng đầu Thành ủy là Bí thư Thành ủy và thường là ủy viên Trung ương Đảng Cộng sản Việt Nam. Bí thư hiện tại là Ủy viên Trung ương Đảng Đỗ Thanh Bình.

## Lịch sử
Thành ủy Cần Thơ trước đó trực thuộc Tỉnh ủy Cần Thơ, sau năm 2004 trở thành Thành ủy Cần Thơ trực thuộc Trung ương.
Chi bộ An Nam Cộng sản Đảng tại Cần Thơ được thành lập ngày /11/1929 tại đồn điền Cờ Đỏ do Hà Huy Giáp làm Bí thư
Đảng bộ Đảng Cộng sản Việt Nam tỉnh Cần Thơ được thành lập năm 1930. Năm 1936 thành lập Liên tỉnh ủy Cần Thơ trực thuộc Xứ ủy Nam Kỳ do Tạ Uyên làm Bí thư, Quảng Trọng Hoàng làm Phó Bí thư Liên Tỉnh ủy, trực tiếp làm Bí thư Tỉnh ủy Cần Thơ. Liên Tỉnh ủy Cần Thơ với nhiệm vụ lãnh đạo phong trào cách mạng của 7 tỉnh gồm: Cần Thơ, Bạc Liêu, Sóc Trăng, Trà Vinh, Đồng Tháp, Sa Đéc và Rạch Giá.
Năm 1938, Tỉnh ủy lâm thời Cần Thơ được thành lập do Quảng Trọng Hoàng làm Bí thư Tỉnh ủy lâm thời.
Tỉnh ủy Cần Thơ tồn tại tới năm 1976 khi Bộ Chính trị quyết định sáp nhập Đảng bộ tỉnh Cần Thơ và Đảng bộ tỉnh Sóc Trăng thành Đảng bộ tỉnh Hậu Giang.
Đảng bộ tỉnh Hậu Giang được phân tách trở lại Đảng bộ tỉnh Cần Thơ và Đảng bộ tỉnh Sóc Trăng năm 1991. Thành ủy Cần Thơ trực thuộc Tỉnh ủy Cần Thơ.
Từ năm 2003, theo quyết định của Bộ Chính trị về vấn đề phát triển kinh tế Đồng bằng Sông Cửu Long đã ra nghị quyết về việc nâng cấp thành ủy Cần Thơ trực thuộc Trung ương. Nghị quyết giao cho Chính phủ, Bộ Nội vụ và Ban Tổ chức Trung ương Đảng quyết định thi hành. Ngày 26/11/2003 Quốc hội ra nghị quyết 22/2003/QH11 về việc phia chia tỉnh Cần Thơ thành thành phố Cần Thơ trực thuộc Trung ương và tỉnh Hậu Giang.
Tháng 1/2004, Ban Chấp hành Trung ương Đảng chỉ định Ban Chấp hành lâm thời Đảng bộ Thành ủy Cần Thơ, Lê Nam Giới là Bí thư Thành ủy lâm thời. Phạm Thanh Vận là Phó Bí thư Thành ủy lâm thời.
Ngày 23/11/2005, Đại hội đại biểu Đảng bộ thành phố lần thứ XI được tổ chức. Ngày 25/11/2005, Ban Chấp hành Đảng bộ Thành ủy Cần Thơ chính thức được bầu.
Từ ngày 1/7/2025, theo Nghị quyết về sắp xếp đơn vị hành chính cấp tỉnh năm 2025 được Quốc hội thông qua, Cần Thơ, Hậu Giang và Sóc Trăng được sáp nhập thành Thành phố Cần Thơ.

## Các kỳ Đại hội Đảng bộ

### Giai đoạn 1930-2005
| Đại hội Đại biểu Đảng bộ | Lần thứ | Thời gian | Địa điểm | Bí thư              | Ghi chú |
| ------------------------ | ------- | --------- | -------- | ------------------- | ------- |
| Tỉnh Cần Thơ             | I       | 1949      | Ô Môn B  | Nguyễn Truyền Thanh |         |
| Tỉnh Cần Thơ             | II      | 1951      | Ô Môn B  | Lương Chí           |         |
| Tỉnh Cần Thơ             | III     | 4/1953    | Long Mỹ  | Lương Chí           |         |
| Tỉnh Hậu Giang           | I       | 4/1977    | Cần Thơ  | Lê Phước Thọ        |         |
| Tỉnh Hậu Giang           | II      | 10/1980   | Cần Thơ  | Vũ Đình Liệu        |         |
| Tỉnh Hậu Giang           | III     | 1/1982    | Cần Thơ  | Lê Phước Thọ        |         |
| Tỉnh Hậu Giang           | IV      | 10/1986   | Cần Thơ  | Lê Thanh Nhàn       |         |
| Tỉnh Cần Thơ             | VIII    | 9/1992    | Cần Thơ  | Lư Văn Điền         |         |
| Tỉnh Cần Thơ             | IX      | 5/1996    | Cần Thơ  | Lư Văn Điền         |         |
| Tỉnh Cần Thơ             | X       | 2/2001    | Cần Thơ  | Lê Nam Giới         |         |

### Giai đoạn 2005-2025
| Đại hội Đại biểu Đảng bộ | Lần thứ | Thời gian | Địa điểm | Bí thư           | Ghi chú                  |
| ------------------------ | ------- | --------- | -------- | ---------------- | ------------------------ |
| Thành phố Cần Thơ        | -       | 1/2004    | Cần Thơ  | Lê Nam Giới      | Bí thư Thành ủy lâm thời |
| Thành phố Cần Thơ        | XI      | 11/2005   | Cần Thơ  | Nguyễn Tấn Quyên |                          |
| Thành phố Cần Thơ        | XII     | 9/2010    | Cần Thơ  | Nguyễn Tấn Quyên |                          |
| Thành phố Cần Thơ        | XIII    | 9/2015    | Cần Thơ  | Trần Quốc Trung  |                          |
| Thành phố Cần Thơ        | XIV     | 9/2020    | Cần Thơ  | Lê Quang Mạnh    |                          |

## Bí thư Thành ủy
| STT | Bí thư           | Chức vụ                                           | Nhiệm kỳ       | Phó Bí thư        | Chức vụ                                                              | Ghi chú     |
| --- | ---------------- | ------------------------------------------------- | -------------- | ----------------- | -------------------------------------------------------------------- | ----------- |
| 1   | Lê Nam Giới      | Ủy viên Trung ương Đảng Bí thư Thành ủy lâm thời  | 1/2004-11/2005 | Phạm Thanh Vận    | Phó Bí thư Thường trực Thành ủy lâm thời                             |             |
| 1   | Lê Nam Giới      | Ủy viên Trung ương Đảng Bí thư Thành ủy lâm thời  | 1/2004-11/2005 | Võ Thanh Tòng     | Phó Bí thư Thành ủy lâm thời Chủ tịch Ủy ban Nhân dân thành phố      |             |
| 2   | Nguyễn Tấn Quyên | Ủy viên Trung ương Đảng Bí thư Thành ủy           | 11/2005-2/2011 | Phạm Thanh Vận    | Phó Bí thư Thường trực Thành ủy                                      |             |
| 2   | Nguyễn Tấn Quyên | Ủy viên Trung ương Đảng Bí thư Thành ủy           | 11/2005-2/2011 | Võ Thanh Tòng     | Phó Bí thư Thành ủy Chủ tịch Ủy ban Nhân dân thành phố               | đến 2008    |
| 2   | Nguyễn Tấn Quyên | Ủy viên Trung ương Đảng Bí thư Thành ủy           | 11/2005-2/2011 | Trần Thanh Mẫn    | Phó Bí thư Thành ủy Chủ tịch Ủy ban Nhân dân thành phố               | từ năm 2008 |
| 2   | Nguyễn Tấn Quyên | Ủy viên Trung ương Đảng Bí thư Thành ủy           | 11/2005-2/2011 | Nguyễn Hữu Lợi    | Phó Bí thư Thành ủy                                                  | từ 9/2010   |
| 3   | Trần Thanh Mẫn   | Ủy viên Trung ương Đảng Bí thư Thành ủy           | 2/2011-9/2015  | Nguyễn Hữu Lợi    | Phó Bí thư Thành ủy Chủ tịch Hội đồng Nhân dân thành phố             | đến 7/2014  |
| 3   | Trần Thanh Mẫn   | Ủy viên Trung ương Đảng Bí thư Thành ủy           | 2/2011-9/2015  | Nguyễn Thanh Sơn  | Phó Bí thư Thành ủy Chủ tịch Ủy ban Nhân dân thành phố               | đến 2/2014  |
| 3   | Trần Thanh Mẫn   | Ủy viên Trung ương Đảng Bí thư Thành ủy           | 2/2011-9/2015  | Trần Quốc Trung   | Phó Bí thư Thành ủy                                                  | từ 3/2014   |
| 3   | Trần Thanh Mẫn   | Ủy viên Trung ương Đảng Bí thư Thành ủy           | 2/2011-9/2015  | Phạm Gia Túc      | Phó Bí thư Thành ủy                                                  | từ 3/2014   |
| 3   | Trần Thanh Mẫn   | Ủy viên Trung ương Đảng Bí thư Thành ủy           | 2/2011-9/2015  | Lê Hùng Dũng      | Phó Bí thư Thành ủy Chủ tịch Ủy ban Nhân dân thành phố               | từ 3/2014   |
| 4   | Trần Quốc Trung  | Ủy viên Trung ương Đảng Bí thư Thành ủy           | 9/2015-nay     | Phạm Gia Túc      | Phó Bí thư Thành ủy                                                  | đến 12/2018 |
| 4   | Trần Quốc Trung  | Ủy viên Trung ương Đảng Bí thư Thành ủy           | 9/2015-nay     | Võ Thành Thống    | Phó Bí thư Thành ủy Chủ tịch Ủy ban Nhân dân thành phố               | đến 05/2019 |
| 4   | Trần Quốc Trung  | Ủy viên Trung ương Đảng Bí thư Thành ủy           | 9/2015-nay     | Phạm Văn Hiểu     | Phó Bí thư Thường trực Thành ủy Chủ tịch Hội đồng Nhân dân thành phố |             |
| 4   | Trần Quốc Trung  | Ủy viên Trung ương Đảng Bí thư Thành ủy           | 9/2015-nay     | Lê Quang Mạnh     | Phó Bí thư Thành ủy Chủ tịch Ủy ban Nhân dân thành phố               | từ 05/2019  |
| 5   | Lê Quang Mạnh    | Ủy viên Trung ương Đảng Bí thư Thành ủy           | 9/2020-5/2023  | Trần Việt Trường  | Phó Bí thư Thành ủy Chủ tịch Ủy ban Nhân dân thành phố               |             |
| 5   | Lê Quang Mạnh    | Ủy viên Trung ương Đảng Bí thư Thành ủy           | 9/2020-5/2023  | Phạm Văn Hiểu     | Phó Bí thư Thường trực Thành ủy Chủ tịch Hội đồng Nhân dân thành phố |             |
| 5   | Nguyễn Văn Hiếu  | Ủy viên dự khuyết Trung ương Đảng Bí thư Thành ủy | 5/2023-1/2025  | Trần Việt Trường  | Phó Bí thư Thành ủy Chủ tịch Ủy ban Nhân dân thành phố               | đến 1/2025  |
| 5   | Nguyễn Văn Hiếu  | Ủy viên dự khuyết Trung ương Đảng Bí thư Thành ủy | 5/2023-1/2025  | Phạm Văn Hiểu     | Phó Bí thư Thường trực Thành ủy Chủ tịch Hội đồng Nhân dân thành phố |             |
| 6   | Đỗ Thanh Bình    | Ủy viên Trung ương Đảng Bí thư Thành ủy           | 1/2025-        | Phạm Văn Hiểu     | Phó Bí thư Thường trực Thành ủy Chủ tịch Hội đồng Nhân dân thành phố | đến 5/2025  |
| 6   | Đỗ Thanh Bình    | Ủy viên Trung ương Đảng Bí thư Thành ủy           | 1/2025-        | Đồng Văn Thanh    | Phó Bí thư Thường trực Thành ủy Chủ tịch HĐND thành phố              | 7/2025-     |
| 6   | Đỗ Thanh Bình    | Ủy viên Trung ương Đảng Bí thư Thành ủy           | 1/2025-        | Trần Văn Lâu      | Phó Bí thư Thành ủy Chủ tịch UBND thành phố                          | 7/2025-     |
| 6   | Đỗ Thanh Bình    | Ủy viên Trung ương Đảng Bí thư Thành ủy           | 1/2025-        | Nguyễn Tuấn Anh   | Phó Bí thư Thành ủy Trưởng Đoàn ĐBQH khóa XV thành phố               | 7/2025-     |
| 6   | Đỗ Thanh Bình    | Ủy viên Trung ương Đảng Bí thư Thành ủy           | 1/2025-        | Trương Cảnh Tuyên | Phó Bí thư Thành ủy                                                  | 2/2025-     |
| 6   | Đỗ Thanh Bình    | Ủy viên Trung ương Đảng Bí thư Thành ủy           | 1/2025-        | Hồ Thị Cẩm Đào    | Phó Bí thư Thành ủy                                                  | 7/2025-     |
| 6   | Đỗ Thanh Bình    | Ủy viên Trung ương Đảng Bí thư Thành ủy           | 1/2025-        | Trần Văn Huyến    | Phó Bí thư Thành ủy                                                  | 7/2025-     |

## Ban Thường vụ Thành ủy
Ngày 30 tháng 6 năm 2025, tại thành phố Cần Thơ tổ chức Lễ công bố Nghị quyết, Quyết định của Trung ương và địa phương về sắp xếp đơn vị hành chính cấp tỉnh và cấp xã, kết thúc hoạt động cấp huyện. Tại buổi lễ, Tổng Thư ký Quốc hội, Chủ nhiệm Văn phòng Quốc hội Lê Quang Tùng công bố Quyết định chỉ định Ban Thường vụ Thành ủy Cần Thơ nhiệm kỳ 2020-2025 gồm 20 đồng chí.
1. Đỗ Thanh Bình - Ủy viên Trung ương Đảng, Bí thư Thành ủy Cần Thơ.[5][6]
2. Đồng Văn Thanh - Phó Bí thư thường trực Thành ủy, Chủ tịch HÐND Thành phố.[7]
3. Trần Văn Lâu - Phó Bí thư Thành ủy, Chủ tịch UBND Thành phố.[8]
4. Nguyễn Tuấn Anh - Phó Bí thư Thành ủy, Trưởng đoàn Ðại biểu Quốc hội khóa XV Thành phố.[8]
5. Hồ Thị Cẩm Đào - Phó Bí thư Thành ủy, Chủ tịch Ủy ban MTTQ Việt Nam Thành phố.[9]
6. Trần Văn Huyến - Phó Bí thư Thành ủy.[8]
7. Trương Cảnh Tuyên - Phó Bí thư Thành ủy.[8]
8. Nguyễn Ngọc Tâm - Trưởng ban Tuyên giáo và Dân vận Thành ủy.
9. Lê Tấn Thủ - Trưởng ban Nội chính Thành ủy.
10. Nguyễn Thiện Nhơn - Trưởng ban Tổ chức Thành ủy.
11. Dương Sà Kha - Bí thư Đảng ủy, Chủ tịch HĐND phường Sóc Trăng.
12. Trần Văn Chính - Phó Chủ tịch thường trực Ủy ban MTTQ Việt Nam Thành phố.
13. Nguyễn Hữu Nghĩa - Bí thư Đảng ủy phường Vị Thanh.
14. Phạm Thị Phượng -  Chủ nhiệm Ủy ban Kiểm tra Thành ủy.
15. Mã Thị Tươi - Phó Chủ tịch HĐND Thành phố.
16. Tống Hoàng Khôi - Bí thư Đảng ủy phường Ngã Bảy.
17. Thiếu tướng Huỳnh Việt Hòa - Giám đốc Công an Thành phố.
18. Đại tá Huỳnh Văn Hung - Chỉ huy trưởng Bộ Chỉ huy Quân sự Thành phố.
19. Lê Công Lý - Trưởng ban Quản lý các khu chế xuất và công nghiệp

## Tổ chức
Thành ủy Cần Thơ gồm các ban trực thuộc sau
- Ban Chỉ đạo phòng chống tham nhũng, tiêu cực, lãng phí
- Văn phòng Thành ủy
- Ban Tổ chức Thành ủy
- Ban Tuyên giáo và Dân vận Thành ủy
- Ủy ban Kiểm tra Thành ủy
- Ban Nội chính Thành ủy